# Área metropolitana de Wichita
El área metropolitana de Wichita u oficialmente en inglés Wichita Metropolitan Statistical Area, tal como lo define la Oficina del Censo de los Estados Unidos, es un área metropolitana que abarca cinco condados del centro sur del estado de Kansas, siendo Wichita la principal ciudad. Según datos del censo de 2000, el área metropolitana tenía una población total de 571.166, aumentando a 623.061 personas según el censo de 2010. Es también el área metropolitana más extensa del estado de Kansas.

## Condados
- Butler
- Harvey
- Sedgwick
- Sumner

## Localidades

### Localidades con más de 300,000 habitantes
- Wichita (ciudad principal)

### Localidades con más de 10,000 a 25,000 habitantes
- Derby
- El Dorado
- Newton
- Haysville

### Localidades con más de 5,000 a 10,000 habitantes
- Andover
- Augusta
- Bel Aire
- Mulvane
- Park City
- Wellington

### Localidades con más de 1,000 a 5,000 habitantes
- Belle Plaine
- Caldwell
- Cheney
- Clearwater
- Colwich
- Conway Springs
- Douglass
- Goddard
- Halstead
- Hesston
- Kechi
- Maize
- North Newton
- Oaklawn-Sunview (lugar designado por el censo)
- Oxford
- Rose Hill
- Sedgwick
- Towanda
- Valley Center

### Localidades con menos de 1,000 habitantes
- Andale
- Argonia
- Bentley
- Benton
- Burrton
- Cassoday
- Eastborough
- Elbing
- Garden Plain
- Geuda Springs (parcial)
- Hunnewell
- Latham
- Leon
- Mayfield
- Milan
- Mount Hope
- Potwin
- South Haven
- Viola
- Walton
- Whitewater

### Áreas no incorporadas
- Beaumont
- Bois d'Arc
- Corbin
- Peck